# Saniculiphyllum
Saniculiphyllum là một chi thực vật có hoa trong họ Saxifragaceae.